# Kunowo
Kunowo [pronunciación en polaco: /kuˈnɔvɔ/] (en alemán: Kuhnow) es un asentamiento en el distrito administrativo de Gmina Świdwin, dentro del Distrito de Świdwin, Voivodato de Pomerania Occidental, en el noroeste de Polonia. Se encuentra a unos 6 kilómetros al noroeste de Świdwin y 86 kilómetros al noreste de la capital regional, Szczecin.